# كيم ألين
كيم ألين (بالإنجليزية: Kim Allen)‏ هي ممثلة أمريكية، ولدت في 22 فبراير 1982 في الولايات المتحدة.

## وصلات خارجية
- كيم ألين على موقع IMDb (الإنجليزية)
- كيم ألين على موقع قاعدة بيانات الفيلم (الإنجليزية)